# Heilig-Kreuz-Kirche (Soest)

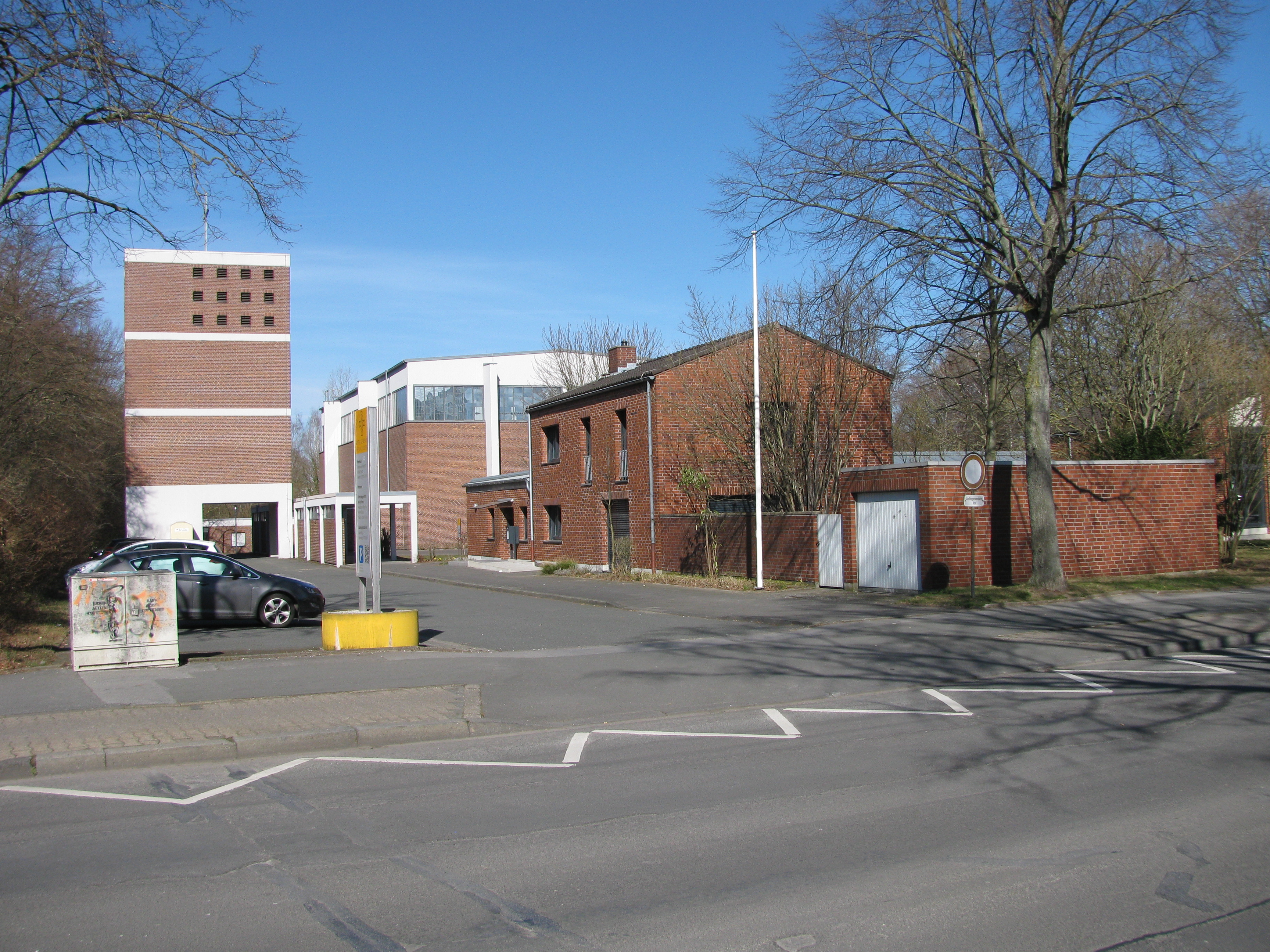
Heilig-Kreuz-Kirche

Die katholische Heilig-Kreuz-Kirche ist ein Kirchengebäude in Soest in Nordrhein-Westfalen. Sie wurde nach Entwürfen des wichtigsten Kirchenarchitekten der Nachkriegszeit Rudolf Schwarz errichtet. Als Schwarz im April 1961 starb, vollendeten seine Frau, die Architektin Maria Schwarz, und Hilde Strohl das Werk. Die Kirchengemeinde gehört zum Pastoralverbund Soest im Erzbistum Paderborn.

## Geschichte und Architektur
Durch neu errichtete Wohngebiete im Soester Westen wurde der Bau einer vierten katholischen Kirche notwendig. In Soest standen in den 1950er Jahren schon herausragende mittelalterliche Kirchen. Beim Bau von St. Bruno nahm die Stadtverwaltung auf die Ausführung Einfluss, um eine vorzeigbare Bauleistung zu gewährleisten. Um dies auch für Heilig Kreuz zu erreichen, schrieb die Stadt einen beschränkten  Wettbewerb unter renommierten Kirchenplanern aus. Normalerweise beschränken sich die Behörden der Städte auf die Bauaufsicht und Fragen des Städtebaus. Nach Aussagen des ehemaligen Oberbaurates Heinrich Schäfer „wollte man einen Entwurf, der den vorhandenen schönen Kirchen des Mittelalters eine neuzeitliche hinzufügt, die einen echten Ausdruck der Baugesinnung der Jetztzeit vorstellt“. Außer Schwarz nahmen noch die Architekten Otto Weicken und Gottfried Böhm am Wettbewerb teil. Das Preisgericht favorisierte den Entwurf von Schwarz, der einige Zeit darauf verstarb. Seine Witwe, die Architektin Maria Schwarz, arbeitete dann detaillierte Pläne aus, bei denen Einwendungen der Kirchengemeinde und der erzbischöflichen Behörde berücksichtigt wurden. Mit diesen Änderungen war die Stadtverwaltung nicht einverstanden und Erzbischof Lorenz Kardinal Jaeger entschied sich für den ursprünglichen Wettbewerbsentwurf, den Maria Schwarz von 1965 bis 1966 ausführte.
Der Skelettbau auf rechteckigem Grundriss befindet sich unter einem leicht geneigten Satteldach, die Wandpfeiler aus Stahlbeton sind weiß gestrichen, die Backsteinwände sind nicht verputzt. Das Licht fällt durch ein umlaufendes Fensterband in die Halle. Der streng rechteckige Charakter wird durch die Unterbringung der Beichtstühle, der Windfänge und der Sakristei in flachen Anbauten in den Außenwänden unterstützt. Die halbrunde Apsis aus Backstein ist raumhoch; sie bildet das liturgische Zentrum und kann entlang der Außenwand umschritten werden. Rudolf Schwarz verdeutlicht so sein Konzept von Weltmitte und Weltenrand, wobei der Weltenrand baulich durch den Gang um die Apsis dargestellt wird. Hier werden die Sakramente der Taufe und der Beichte gespendet; die Nebenkapelle dient dem Gebet. In der Weltmitte, der Apsis, wird die Eucharistie gefeiert. Die lichte Verglasung ist eine Arbeit von Wilhelm Buschulte aus dem Jahr 1967. Ebenso wie der Altarbereich ragt die Orgel frei in den Raum. Sie wurde 1995 aufgebaut; an der Gestaltung des Prospektes war Maria Schwarz beteiligt. Das zweiflügelige Hauptportal wird nur an besonderen Festtagen geöffnet, ansonsten ist das Gebäude über einen Eingang am Ende der Loggia erschlossen. Die Glocken hängen in einem Campanile, der durch eine Loggia mit dem Kirchenraum verbunden ist.
Kindergarten und Pfarrheim wurden von 1985 bis 1986 unter der Leitung von Maria Schwarz errichtet; teilweise weichen die Pläne von denen von 1960 ab.

## Ausstattung
Ambo, Altar, Chorbank Priestersitz und der Taufort wurden nach Entwürfen von Maria Schwarz gefertigt. Die Mondsichelmadonna vom Ende des 15. Jahrhunderts ist neu gefasst, Kreuz und Pietà schnitzte Fritz Viegener 1922 und 1925. Das hängende Altarkreuz entwarf Friedrich Gebhardt 1970, den Tabernakel schuf der Bildhauer Josef Baron 1975.